# Gelasma fuscofrons
Gelasma fuscofrons är en fjärilsart som beskrevs av Inoue 1954. Gelasma fuscofrons ingår i släktet Gelasma och familjen mätare. Inga underarter finns listade i Catalogue of Life.